# Niezmiennik przekształcenia
Niezmiennik przekształcenia – cecha obiektu poddawanego danemu przekształceniu, która nie ulega zmianie. Np. pomnożenie przez liczbę wymierną różną od 0 nie zmienia wymierności dowolnej liczby rzeczywistej, więc wymierność jest niezmiennikiem dla dowolnej liczby rzeczywistej i operacji mnożenia przez liczbę wymierną. Wynika z tego, że nie można w skończenie wielu operacjach mnożenia przez liczby wymierne przekształcić liczby wymiernej w niewymierną i odwrotnie.
Innym prostym, aczkolwiek mniej trywialnym przykładem jest tablica binarna z operacją polegającą na zmianie wartości w dokładnie dwóch komórkach (z zachowaniem binarnego charakteru tablicy, tzn. 1 zamieniane jest na 0 i odwrotnie). Wtedy parzystość sumy elementów tablicy jest niezmiennikiem, ponieważ parzystość sumy elementów w tablicy się nie zmienia (bo dowolne przekształcenie zmienia sumę o 2 lub o 0). Wynika z tego m.in. to, że nie możemy korzystając tylko z podanej operacji zamienić tablicy o nieparzystej liczbie elementów, złożonej z samych jedynek zamienić w tablicę tej samej wielkości wypełnioną zerami. Wniosek ten można rozszerzyć – wynika z tego też, że zbiór wszystkich tablic o danej liczbie elementów możemy podzielić na dwa podzbiory takie, że żadnej tablicy z jednego podzbioru nie da się przekształcić w którąś tablicę z drugiego zbioru.
Niezmienniki przekształceń geometrycznych odegrały ważną rolę w propozycji Kleina uporządkowania geometrii (program erlangeński).